# Zapruderov film
Zapruderov film nijemi je film u boji koji je snimio američki poduzetnik Abraham Zapruder vlastitom video kamerom. Film prikazuje trenutak atentata na predsjednika Kennedyja tijekom njegova posjeta Dallasu, 22. studenog 1963. godine. Vrijeme trajanja zapisa iznosi 26,6 sekundi i sadrži 486 kadara, brzine prikaza od 18,3 kadara u sekundi.
Iako Zapruder nije jedini zabilježio Kennedyjev posjet, njegov snimak ocijenjen je kao najcjelovitiji, jedini daje točan uvid u situaciju i jasno prikazuje smrtonosni hitac u glavu američkog predsjednika. Ubrzo nakon atentata, film postaje polazišna točka za istragu Warrenove komisije i stoga je Zapruderov film jedan od najproučavanijih videozapisa u povijesti.

## Vanjske poveznice
- Povijest Zapruderova filma  Arhivirana inačica izvorne stranice od 23. ožujka 2021. (Wayback Machine)
- Film na Internet Movie Database.com